# المحلة (تبن)

تعديل مصدري - تعديل

المحلة هي إحدى قرى عزلة الحوطة بمديرية تبن التابعة لمحافظة لحج، بلغ تعداد سكانها 2327 نسمة حسب تعداد اليمن لعام 2004.